# Isaac River (Mackenzie River)
Der Isaac River ist ein Fluss im Osten des australischen Bundesstaates Queensland.

## Name
Den Isaac River entdeckte der preußische Entdeckungsreisende Ludwig Leichhardt im Jahr 1844 auf seiner ersten Australienexpedition in den Jahren 1844 bis 1845. Der Name geht auf einen Förderer Leichhardts zurück, auf F. N. Isaac, den Miteigentümer der Schafsfarm Gowrie in Queensland.

## Geografie

### Flusslauf
Der Fluss entspringt an den Osthängen des Mount Ewan in der Carborough Range und fließt zunächst nach Süd-Südwest entlang der Denham Range. Am Ende dieses Gebirges wendet er, abgelenkt durch einen tiefen Graben, seinen Lauf nach Süden bis zur Kleinstadt Moranbah. Dort biegt er nach Südosten ab, unterquert den Peak Downs Highway und die Fitzroy Developmental Road bei Bombandy. Entlang der Broadsound Range setzt er seinen Weg nach Südosten fort und mündet an deren Südende in den  Mackenzie River.

### Nebenflüsse mit Mündungshöhen
- Four Mile Creek – 351 m
- Hill Creek – 320 m
- Anna Creek – 297 m
- Sandy Creek – 297 m
- Skull Creek – 279 m
- Goonyella Creek – 260 m
- Twelve Mile Gully – 259 m
- Fisher Creek – 243 m
- Platypus Creek – 240 m
- Skeleton Gully – 234 m
- Teviot Brook – 223 m
- Smoky Creek – 219 m
- Grosvenor Creek – 215 m
- Cherwell Creek – 198 m
- New Chum Creek – 196 m
- North Creek – 188 m
- Boomerang Creek – 168 m
- Phillips Creek – 166 m
- Graveyard Creek – 152 m
- Stephens Creek – 148 m
- Blackburn Creek – 148 m
- Devlin Creek – 138 m
- Connors River – 124 m
- Lucky Creek – 120 m
- Rolf Creek – 107 m
- Yatton Creek – 103 m
- Crooked Creek – 99 m
- Junee Creek – 92 m

### Durchflossene Seen
- Black Hole – 129 m